# Saison cyclonique 2016 dans l'océan Pacifique nord-est
La saison cyclonique 2016 dans l'océan Pacifique nord-est est la saison cyclonique dans le Nord-Est de cet océan. Officiellement, elle débute le 1er juin 2016 et se termine le 30 novembre 2016.